# فيليب مكالين
فيليب مكالين (بالإنجليزية: Phillip McCallen)‏ هو متسابق دراجات نارية أيرلندي شمالي فاز بكأس جزيرة مان السياحية. يأتي في المركز الخامس ضمن قائمة الفائزين بكأس جزيرة مان السياحية في كل الأوقات محققا 11 انتصارا.

## البطولات
- كأس جزيرة مان السياحية 1989
- كأس جزيرة مان السياحية 1990
- كأس جزيرة مان السياحية 1992
- كأس جزيرة مان السياحية 1993
- كأس جزيرة مان السياحية 1994
- كأس جزيرة مان السياحية 1995
- كأس جزيرة مان السياحية 1996
- كأس جزيرة مان السياحية 1997
- كأس جزيرة مان السياحية 1999